# Eibiswald
Eibiswald est une commune autrichienne du district de Deutschlandsberg en Styrie.